# Krusbärsticka
Krusbärsticka (Phylloporia ribis) är en svampart som först beskrevs av Heinrich Christian Friedrich Schumacher, och fick sitt nu gällande namn av Leif Ryvarden 1978. Krusbärsticka ingår i släktet Phylloporia och familjen Hymenochaetaceae.  Arten är reproducerande i Sverige. Inga underarter finns listade i Catalogue of Life.

## Bildgalleri

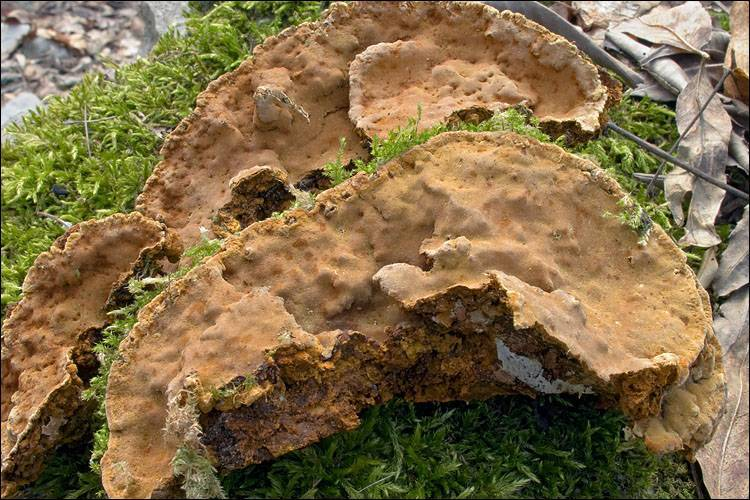
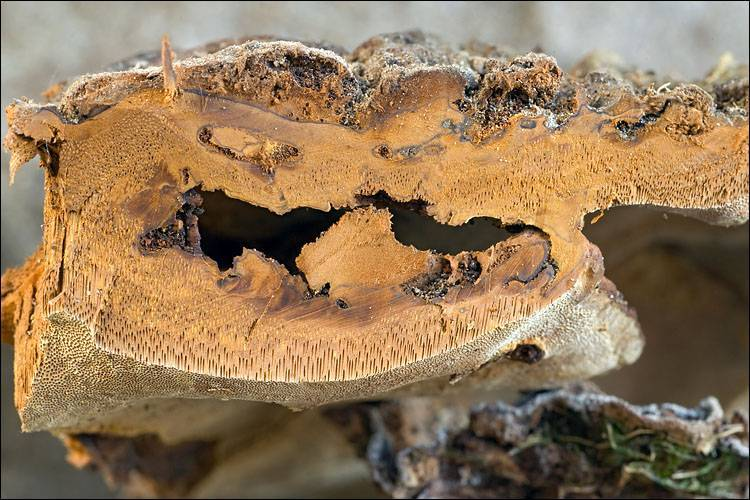
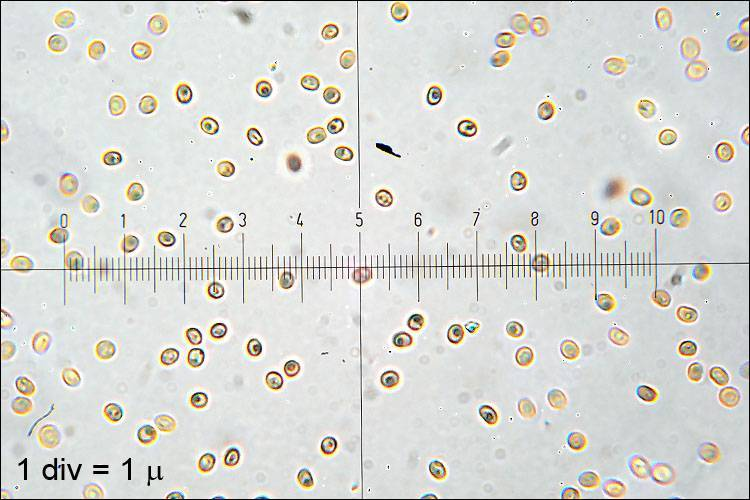
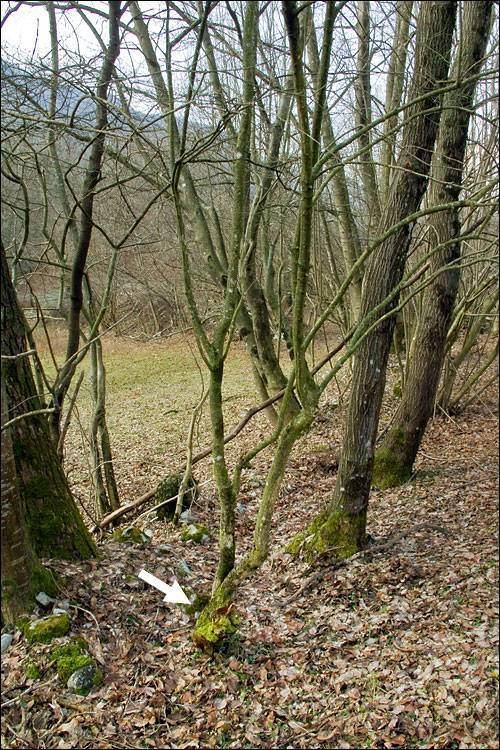
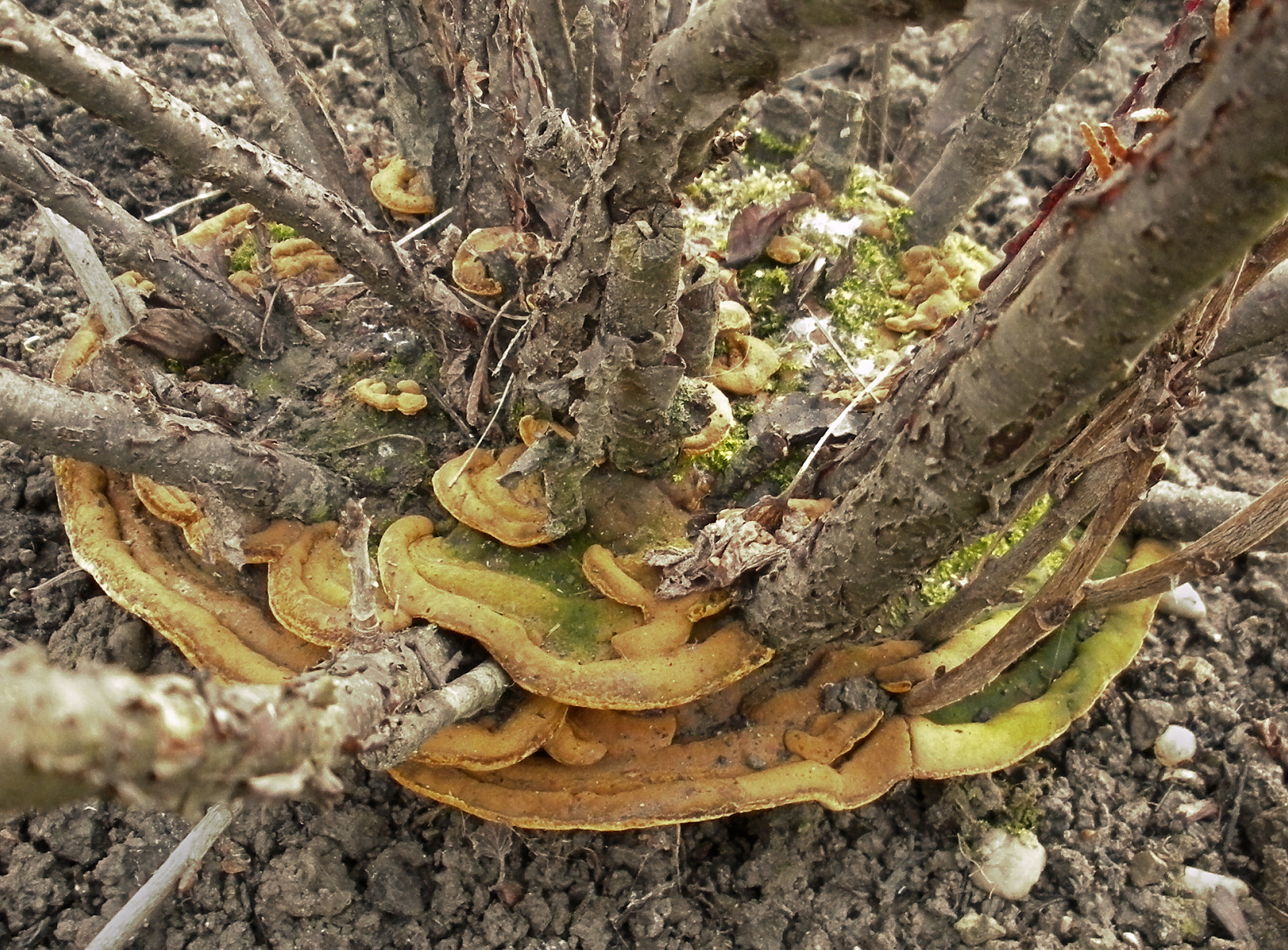
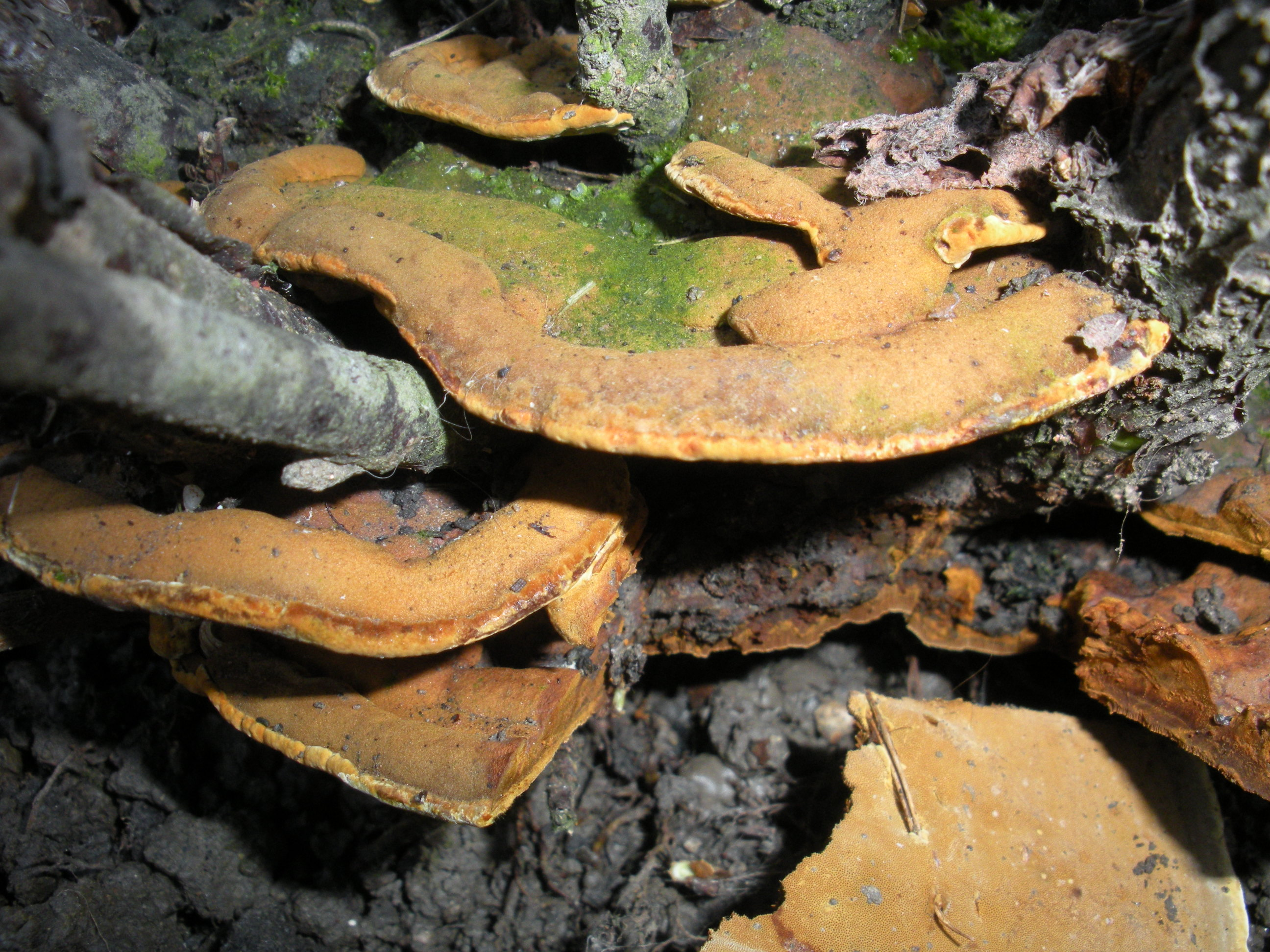